# Krokowa (stacja kolejowa)

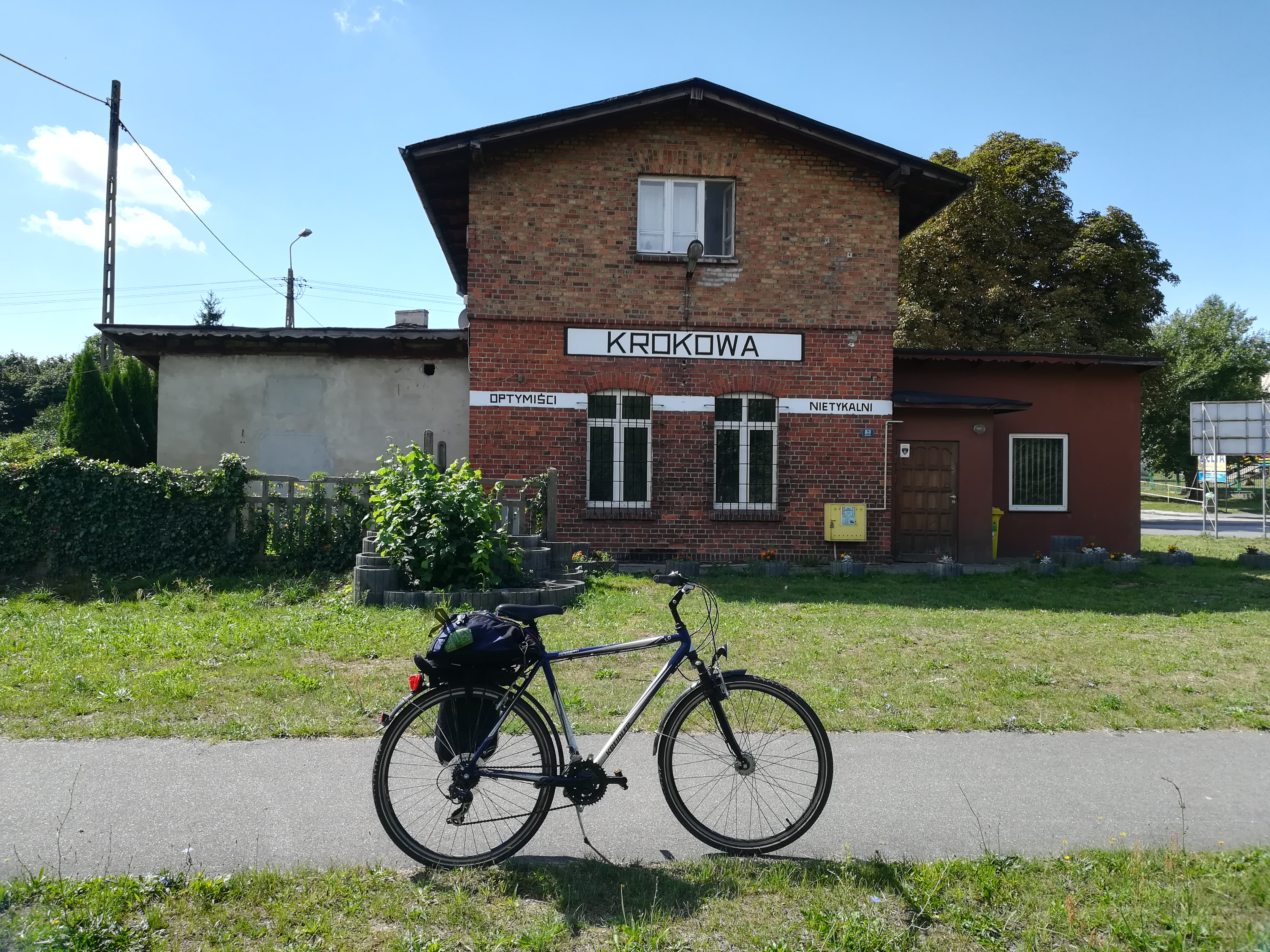
Zdjęcie po zmianie funkcji na szlak rowerowy

Krokowa – nieczynna stacja kolejowa w Krokowej w powiecie puckim.

## Położenie
Stacja Krokowa znajduje się w północnej części Krokowej.

## Historia
Stacja w Krokowej powstała w 1903 roku. Do II wojny światowej w Krokowej znajdowała się parowozownia. W 1989 roku zlikwidowano ruch pasażerski do Krokowej, a w 1991 również ruch towarowy. W 2005 linia została zlikwidowana.

## Linia kolejowa
Przez Krokową przechodziła linia kolejowa nr 263 (obecnie rozebrana). Była niezelektryfikowana, jednotorowa, miała normalny rozstaw szyn.

## Pociągi

### Pociągi osobowe
Stacja w Krokowej była stacją końcową linii kolejowej Swarzewo-Krokowa. Ruch pociągów osobowych został ostatecznie zlikwidowany w 1989 roku.

### Ruch towarowy
Ruch pociągów towarowych został wstrzymany w 1991 roku.

## Infrastruktura

### Dworzec
Dworzec jest obecnie zamieszkany.

### Peron
Perony są niskie, niekryte. Nawierzchnia peronów była pokryta płytami chodnikowymi, obecnie jest rozebrana.